# Maximilien de Chaudoir
Maximilien, baron de Chaudoir est un entomologiste russe de lointaine origine française, né le 12 septembre 1816 à Ivnitza près de Jitomir et mort le 6 mai 1881 à Amélie-les-Bains.
Il se consacre à l’étude des coléoptères et en particulier des Carabidae. Ses Cicindelidae sont conservés par le Muséum national d'histoire naturelle. Ses Carabidae sont acquis par Charles Oberthür (1845-1924), puis également par le Muséum.

## Biographie
Maximilien de Chaudoir est le fils de l'entomologiste russe d'origine française, Stanislas de Chaudoir (1790-1858), dont le père a reçu son titre de baron par le roi Maximilien Ier de Bavière en 1814. Il étudie à l'université allemande de Dorpat à partir de 1834 et participe à une expédition dans le Caucase en 1845. En 1845 et en 1859, il voyage en France et en Angleterre. Il habitait dans sa propriété près de Jitomir. Après sa mort, ses collections passent en France au Muséum. Il est réputé pour sa connaissance des coléoptères, avant tout les Carabidae et les Cicindelinae.
Ses manuscrits et sa bibliothèque considérable font partie de la bibliothèque nationale d'Ukraine, pour leur grande majorité.
Son fils, le baron Ivan de Chaudoir, était un mécène fameux (1858-1912).

### Source
- (en) Anthony Musgrave (1932). Bibliography of Australian Entomology, 1775-1930, with biographical notes on authors and collectors, Royal Zoological Society of New South Wales (Sydney) : viii + 380.